# Korallenfisch
Mit dem Ausdruck Korallenfische werden Fische bezeichnet, die eng an Korallenriffe gebunden leben. Es ist eine ökologische Klassifizierung, keine Bezeichnung der biologischen Systematik. Die Tiere müssen nicht miteinander verwandt sein.
Korallenfische können zum Beispiel von Korallenpolypen leben. Das trifft besonders auf Arten der folgenden Familien zu:
- Falterfische (Chaetodontidae)
- Feilenfische (Monacanthidae)

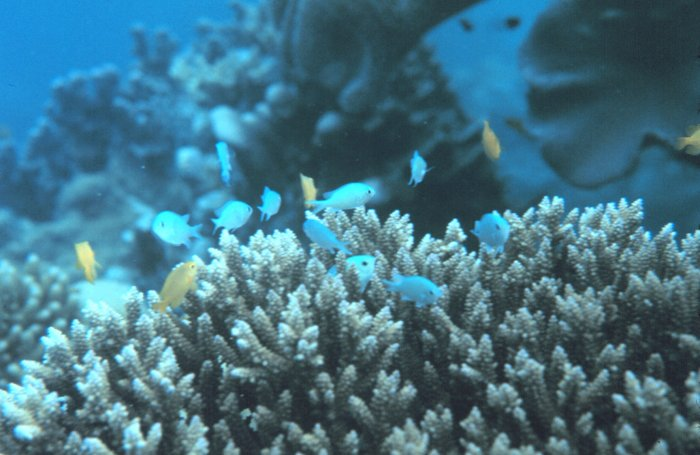
Riffbarsche verstecken sich zwischen Korallenästen

Andere benutzen die verzweigten Steinkorallen als Zufluchtsraum. Dazu gehören Arten der folgenden Familien:
- Fahnenbarsche (Anthiadinae)
- Riffbarsche (Pomacentridae)
- Zwergbarsche (Pseudochromidae)
- Büschelbarsche oder Korallenwächter (Cirrhitidae)
- Grundeln (Gobiidae)
- Pelzgroppen (Caracanthidae)